# Košický Klečenov
Košický Klečenov – wieś (obec) na Słowacji położona w kraju koszyckim, w powiecie Koszyce-okolice. Pierwsze wzmianki o miejscowości pochodzą z roku 1427. 
Według danych z dnia 31 grudnia 2012, wieś zamieszkiwały 272 osoby, w tym 134 kobiety i 138 mężczyzn.
W 2001 roku pod względem narodowości i przynależności etnicznej 99,62% mieszkańców stanowili Słowacy.
Ze względu na wyznawaną religię struktura mieszkańców kształtowała się w 2001 roku następująco:
- Katolicy rzymscy – 51,5%
- Grekokatolicy – 38,35%
- Ewangelicy – 4,51%
- Prawosławni – 0,75%
- Ateiści – 0,75%
- Nie podano – 2,26%